# Park Sang-hong
Pour les articles homonymes, voir Park.
Dans ce nom coréen, le nom de famille, Park, précède le nom personnel.
Park Sang-hong, né le 29 mars 1989 à Jeonju, est un coureur cycliste sud-coréen. Il évolue au sein de l'équipe LX.

## Palmarès sur route

### Par année
- 2015
  -  Champion de Corée du Sud sur route
- 2016
  - 4e du championnat d'Asie sur route
- 2017
  -  Champion d'Asie sur route
  - 4e étape du Tour des Philippines
- 2018
  - 2e étape du Presidential Gapyeong Tour
- 2019
  - Kangjin Memorial Tour
  - 1re étape du Presidential Gapyeong Tour
  -  Médaillé d'argent du championnat d'Asie du contre-la-montre par équipes
- 2020
  -  Champion de Corée du Sud sur route

### Classements mondiaux
| Année                                 | 2015 | 2016 | 2017 | 2018  | 2019  | 2020 | 2021 | 2022 | 2023  |
| ------------------------------------- | ---- | ---- | ---- | ----- | ----- | ---- | ---- | ---- | ----- |
| Classement mondial                    |      | 485e | 273e | 1461e | 1463e | 655e | nc   | nc   | 2398e |
| UCI Asia Tour                         | 83e  | 46e  | 7e   | 238e  | 111e  | 22e  | nc   | nc   | nc    |
|                                       |      |      |      |       |       |      |      |      |       |
| Légende : nc = non classéSource : UCI |      |      |      |       |       |      |      |      |       |

## Palmarès sur piste

### Championnats nationaux
- 2015
  -  Champion de Corée du Sud de poursuite par équipes (avec Lee Ki-suk, Kim Ok-cheol et Jung Ha-jeon)